# Ranoidea jungguy
Ranoidea jungguy es una especie de anfibio anuro de la familia Pelodryadidae. 

## Distribución geográfica
Esta rana es endémica de la costa nordeste de Queensland (Australia), en la región de la cuenca del río Barron y de la meseta Atherton. También cuenta con una población aislada en el centro este de Queensland, en la cuenca del río Broken. Habita en selvas tropicales cerca de arroyos.